# 홍삼캔디
홍삼캔디는 대한민국의 음악 그룹이다. 2015년 디지털 싱글 앨범 [어느 30대아저씨 이야기]로 데뷔했다.

## 방송
- 음악동창회 좋은가요 (2020)
- 락쿵 (2022) - Top18
- MBC 강변가요제 뉴챌린지 (2023) - Top20

## 공연
- 슈퍼 뮤직 히어로 페스티벌 - 인천 (2019)
- 쾌락명절 <2022 경록절> (2022)
- 2023 경록절 마포르네상스 (2023)

## 수상
- 제11회 전국 오월창작가요제 장려상 (2021)
- 라이징스타를 찾아라 베스트 매너상 (2021)